# マントヴァ県

マントヴァ県
Provincia di Mantova

マントヴァ県（マントヴァけん、イタリア語: Provincia di Mantova）は、イタリア共和国ロンバルディア州に属する県の一つ。県都はマントヴァ。

## 地理

### 位置・広がり
ロンバルディア州南東部の県である。北東にヴェネト州、南にエミリア＝ロマーニャ州と境界を接する。県都マントヴァは、ヴェローナの南南西約35km、モデナの北約57km、ブレシアの南東約62km、州都ミラノの東南東約130kmに位置する。

#### 隣接する県
隣接する県は以下の通り。
- ヴェローナ県 - 北東
- ロヴィーゴ県 - 東
- フェラーラ県 - 南東
- モデナ県 - 南
- レッジョ・エミリア県 - 南
- パルマ県 - 南西
- クレモナ県 - 西
- ブレシア県 - 北西

### 主要な都市
2001年の国勢調査に基づく居住地区（Località abitata）別人口統計によれば、人口1万人以上の都市は以下の通り。
- マントヴァ - 40,398
- カスティリオーネ・デッレ・スティヴィエーレ - 15,292
- スッザーラ - 13,761
- ヴィアダーナ - 12,340
- SANT'ANTONIO （ポルト・マントヴァーノ） - 11,757

- マントヴァ
- カスティリオーネ・デッレ・スティヴィエーレ
- ヴィアダーナ

## 行政区画
マントヴァ県には2021年1月1日現在、64のコムーネが属する。
主要なコムーネ（上位10位）は下表の通り。左端の数字はISTATコードを示す。人口は2021年1月1日現在。
| コード | 自治体名                                   | 人口   |
| ------ | ------------------------------------------ | ------ |
| 020030 | マントヴァ                                 | 48,523 |
| 020017 | カスティリオーネ・デッレ・スティヴィエーレ | 23,313 |
| 020065 | スッザーラ                                 | 21,032 |
| 020066 | ヴィアダーナ                               | 19,547 |
| 020045 | ポルト・マントヴァーノ                     | 16,352 |
| 020021 | クルタトーネ                               | 14,715 |
| 020071 | ボルゴ・ヴィルジーリオ                     | 14,415 |
| 020015 | カステル・ゴッフレード                     | 12,540 |
| 020057 | サン・ジョルジョ・ビガレッロ               | 11,714 |
| 020026 | ゴーイト                                   | 10,020 |

マントヴァ県内のコムーネ境界図

21世紀に入って以降、以下のコムーネ統廃合 (it:Fusione di comuni italiani) が行われている。
2014年発足
- ボルゴ・ヴィルジーリオ（ボルゴフォルテ、ヴィルジーリオが合併）

2017年発足
- セルミデ・エ・フェローニカ（フェローニカ、セルミデが合併）

2018年発足
- ボルゴ・マントヴァーノ（ピエーヴェ・ディ・コリアーノ、レーヴェレ、ヴィッラ・ポーマが合併）

2019年発足
- ボルゴカルボナーラ（ボルゴフランコ・スル・ポー、カルボナーラ・ディ・ポーが合併）
- サン・ジョルジョ・ディ・マントヴァが、ビガレッロを編入してサン・ジョルジョ・ビガレッロに改名

## 文化

### 観光地

#### 世界遺産
県内には以下のユネスコ世界遺産がある。
- マントヴァとサッビオネータ
- アルプス山脈周辺の先史時代の杭上住居群の一部

### スポーツ
県内に本拠を置くプロサッカークラブとしては以下がある。所属リーグは2012-13シーズン現在。
- マントヴァFC （マントヴァ） - レガ・プロ2（4部リーグ）
- FCカスティリオーネ（イタリア語版） （カスティリオーネ・デッレ・スティヴィエーレ） - レガ・プロ2

## 人物

### 著名な出身者
- バルダッサーレ・カスティリオーネ - 16世紀の外交官・著作家。マルカリーア近郊カザーティコ出身。
- テオフィロ・フォレンゴ（英語版） - 16世紀の詩人。マントヴァ生まれ。
- アロイシウス・ゴンザーガ - 16世紀の聖職者、カトリックの聖人。カスティリオーネ・デッレ・スティヴィエーレ生まれ。
- ジュゼッペ・アチェルビ（英語版） - 18-19世紀の冒険家・博物学者・作曲家。カステル・ゴッフレード生まれ。
- イッポリート・ニエーヴォ（英語版） - 19世紀の作家。マントヴァ生まれ。
- イヴァノエ・ボノーミ - 20世紀の政治家、イタリア王国首相。マントヴァ生まれ。
- タツィオ・ヌヴォラーリ - 20世紀のレーサー。マントヴァ生まれ。
- レアルコ・グエッラ - 20世紀の自転車ロードレース選手。バニョーロ・サン・ヴィート生まれ。